# محو الخط الأخضر من الخرائط الإسرائيلية

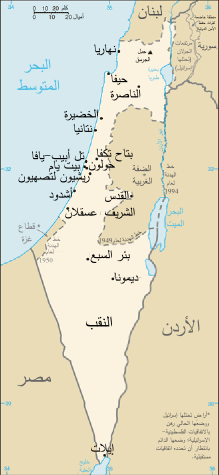
الخط الأخضر بعد هدنة عام 1949.

محو الخط الأخضر يشير إلى الإزالة المتعمدة لخط وقف إطلاق النار المُعلن عقب حرب 1948 من الخرائط الإسرائيلية بعد احتلال إسرائيل أجزاءً من الدول العربية المجاورة إبان حرب الأيام الستة. لم يكن اختفاء الخط الأخضر عرَضيًا، بل كان نتيجة قرارات سرية اتخذتها الحكومة الإسرائيلية بعد انتهاء الحرب وحرصت على عدم نشرها لمدة أعوام كثيرة.

## خلفية
في 18 تشرين الأول 1967، قدم يغآل ألون، وزير العمل الإسرائيلي آنذاك، اقتراحًا للّجنة الوزارية لشؤون الدفاع، ذكر فيه أنه من الآن فصاعدًا لن تطبع إسرائيل على خرائطها الرسمية الخط الأخضر، وهو خط الهدنة المُتفق عليه كجزء من "اتفاقيات الهدنة" لعام 1949 (المعروفة أيضًا باسم "اتفاقيات رودوس")، بل سترسم حدودها على الخريطة وفقًا للأراضي التي كان الجيش الإسرائيلي قد احتلها مع انتهاء الحرب، والتي شملت مرتفعات الجولان، شبه جزيرة سيناء، قطاع غزة والضفة الغربية.
في الجلسة الأولى لمجلس الوزراء حول هذا الموضوع أوضح ألون أنه مع احتلال الأراضي في حرب الأيام الستة، أعلنت الحكومة أن اتفاقيات الهدنة لعام 1949 قد أُلغيت، ما يجب أن ينعكس في الخرائط الرسمية لإسرائيل. قال ألون إن "إصدار خريطة جديدة وفق خطوط الهدنة لعام 1949 لن يعكس الواقع السياسي وسيفسَّر كما لو أننا ما زلنا نرى بهذه الخطوط إمكانية نهائية". فضلًا عن ذلك، طالب وزير الخارجية آبا إيفين بعدم تشديد الفصل بين القدس المحتلة حديثًا وبقية الضفة الغربية في الخريطة. في المقابل، اقترح وزير الدفاع موشيه ديان ترك الخط الأخضر على الخريطة، إلى جانب خطوط وقف إطلاق النار من عام 1967 وخطوط الحدود الدولية، موضحًا أن "الخرائط ليست خططًا سياسية". كما ناقش الوزراء خلال الجلسة كيفية تلوين المناطق المحتلة على الخرائط، واحتاروا فيما عنوان الخريطة يجب أن يكون "دولة إسرائيل" أو "إسرائيل". تمخّضت هذه الجلسة عن قبول لجنة الوزراء اقتراحَ ألون بأغلبية كبيرة.
في 12 تشرين الثاني 1967 عُقدت جلسة إضافية في إطار اجتماعات مجلس الوزراء، ناقش الوزراء فيها بإسهاب مسألة ذكر الخط الأخضر في الخرائط التي ستُطبع من الآن فصاعدًا، واقترح ألون فرض رقابة على نشر قرار طباعة الخرائط بدون خطوط الهدنة. في النهاية، أكد الوزراء قرار وقف طباعة الخط الأخضر على الخرائط التي تصدرها الحكومة، واُتُّفق على تعتيم القرار المُتّخَذ وعدم الإعراب عنه على الملأ، بالذات قبل اجتماع الجمعية العامة للأمم المتحدة الذي كان من المقرر عقده في غضون أسابيع قليلة.
علّل وزير الشرطة آنذاك إلياهو ساسون الموالي للقرار موقفه بقوله إن "الأراضي الخاضعة للإدارة هي ثلاثة أضعاف مساحة دولة إسرائيل السابقة، فهناك دول تعرف أننا احتللنا هذه المنطقة أو تلك، لكنها لا تتخيل حجم الأراضي التي احتللناها، وإذا أعطيناهم خريطة نضع عليها علامة منفصلة على الأراضي التي يديرها جيش العدو الإسرائيلي فسوف يرون كم كانت إسرائيل صغيرة وسيرون حجم الأراضي الخاضعة لإدارة الجيش أيضًا، ويجب ألا نضع خريطة كهذه في أيدي أولئك الذين يريدون منا الانسحاب من الأراضي الخاضعة للإدارة".
من المرجح أن أحد دوافع الحكومة الإسرائيلية لمحو الخط الأخضر من الخرائط كان رغبتها بإقامة مستوطنات في مرتفعات الجولان تحديدًا، إذ بخلاف الجولان، لم تكن الضفة الغربية في ذلك الحين غاية لمشروع استيطانيّ واسع. في هذا السياق، تجدر الإشارة إلى أن المستوطنات التي أقيمت في مرتفعات الجولان منذ ذلك الحين تُعتبر في نظر معظم الإسرائيليين "ييشوفيم" (بالعبرية: יישובים)، وهو مصطلح محايد سياسيًا، وليست "هتنحلويوت" (بالعبرية: התנחלויות) – التسمية الدارجة لمستوطنات ما بعد 1967.

## وزارة المعارف ضد إظهار الخط الأخضر
في آب 2022، ومع اقتراب افتتاح السنة الدراسية، أوعز رئيس بلدية تل أبيب رون خولدائي بتعليق خرائط للدولة يظهر فيها الخط الأخضر في المدارس، ما أثار ضجة إعلامية في المجتمع الإسرائيلي ودفع وزارة التربية والتعليم، متمثلة بمديرتها العامة داليت شتاوبر، إلى مطالبة مديرية التربية والتعليم في بلدية تل أبيب بإزالة الخرائط التي عُلّقت في نحو 2,000 صف في المدينة، زاعمة أن "تعليق الخريطة يوجه نحو موقف سياسي معين أو يدفع أجندة (سياسية) كهذه أو تلك، وهذا أمر يتناقض مع مبادئ التربية والتعليم". ردًا على طلب الوزارة ادعى خولدائي بأن الخريطة التي يظهر فيها الخط الأخضر "تستعرض الواقع كما هو، من دون وساطة ومن دون رقابة، وتسمح للأولاد والبنات باستيعاب حيّز حقيقي وصادق".